# ペニストン
ペニストン（ペニストーン、英語: Penistone [ˈpɛnɪstən] PEN-iss-tən)は、イギリスのイングランド・サウス・ヨークシャーにあるマーケットタウン、シビルパリッシュ。ドン川の南岸に位置する。人口は24,760人（2021年国勢調査 ）。

## 名称
名称に男性器を意味する単語「Penis」が含まれていることから、珍地名として頻繁に紹介される。ペニストンの最初の5文字の発音は [ˈpɛnᵻs]（ペニス） で、身体の部位は[ˈpiːnɪs]（ピーナス）と発音とするため両者は区別される。しかし綴りは同じであることから、インターネットの検閲に誤って引っかかることがしばしある（スカンソープ問題）。
起源は古く、1086年のドゥームズデイ・ブックではPengeston(e)またはPangestonとして掲載され、後の資料にはPeningstonとして記録されている。意味はブリソン諸語のペン（頭、端、高さを意味する）と古英語の接尾辞ingおよびtun（農場または村を意味する）から、「ペニングの丘の農場」だと推測されている。

## 歴史
1066年、この町はAilricが所有していた。町は1069年から1070年の北部の蹂躙で破壊された。1086年のドゥームズデイ・ブックは再植民を「無駄」と評価している。
13世紀ごろのジャイルズ・ペニストン卿はPenystonと名乗っていた。

### ペニストン布
ペニストンは粗野な手織りの布の「ペニストン布」で有名であった。1601年に可決された布の加工を規制する法律（43 Eliz. 1 cap. 10）では、品質の悪いペニストン布を製造した織り手は罰則が科せられた。18世紀までは家庭職工が各々で製造した布を持ち寄り、毎年開催される布市で販売していたが、羊毛商人への定期販売を促進するため、1768年に予約制の布地ホールが建設された 。
また、1699年以前から羊を販売しており、王室の認可を受けたペニストン羊（Whitefaced Woodland）が飼育されていた。

### 鉄道

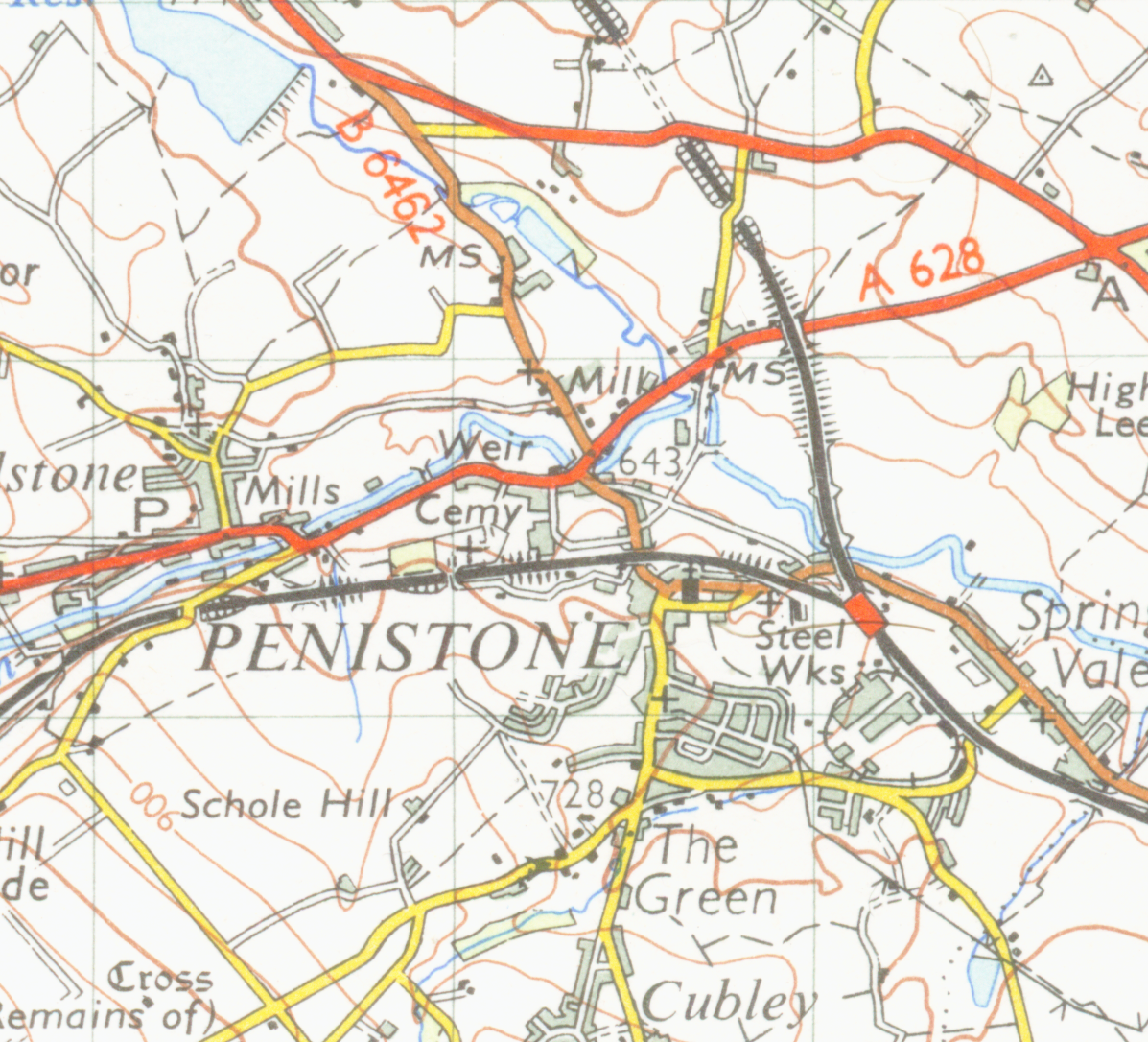
1954年のペニストンの地図

1845年にウッドヘッド線が開通した。
1850年にペニストン線が開通し、ペニストン駅はマンチェスター、シェフィールド、ハダースフィールドの3都市を結ぶ乗換駅として栄えた。ウッドヘッド線は1970年に旅客運行を終了し、1990年代には線路が撤去された。

## 交通
ペニストン線のペニストン駅があり、ノーザン・トレインズが運行している。
バスはステージコーチ・ヨークシャー、サウス・ペナイン・コミュニティ・トランスポート（South Pennine Community Transport）、グローバル・ホリデーズ（バーンズリー）（Globe Holidays (Barnsley)）、 TMトラベル（TM Travel）が運行されている。

## 経済

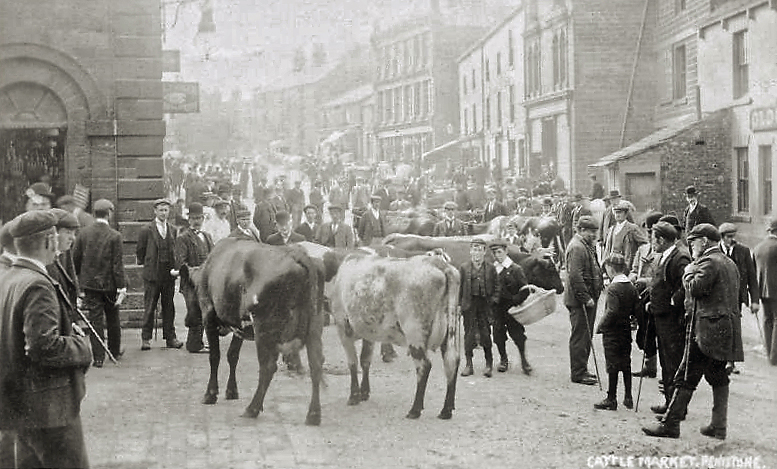
1914年以前に撮影されたペニストン牛市場

かつては農畜産物取引の中心であったファー・アンド・フェザーズ市場があった。2011年、ブラックバーン市場がオープンした。
毎月第2土曜日はペニストン・ファーマーズマーケットが開催される。
2007年、フェアトレード・タウンを宣言した。

## 教育
1392年に開校したペニストン・グラマースクールがある。著名な卒業生は、盲目の数学者ニコラス・サンダーソン、国会議員のアン・キャンベル。

## 出身人物
- ケイト・ラズビー - フォークシンガー・作詞家

## 姉妹都市
- グリンダヴィーク（アイスランド）[12]